# Ашкелон
Ашкело́н (ивр. אשקלוןо файле‎ Ашкело́н; араб. ٲشكلون‎, также عسقلان‎ Аскалан; лат. Ascalon Аскалон; англ. Ashkelon, также Ashqelon Ашкело́н или Ascalon; аккад. Искалуна) — город на юго-западе Израиля, расположенный на побережье Средиземного моря (в 56 км от Тель-Авива, в 70 км от Иерусалима и в 65 км от Беэр-Шевы).
Существуя с ханаанских времен, Ашкелон — старейший портовый город на территории Израиля.
За свою историю он несколько раз был разрушен и восстановлен.
Современный город возник после 1948 года на месте арабского города Эль-Мадждаль (араб. الْمِجْدَل‎) и имеет в настоящее время почти полностью еврейское население.

## География и климат
Город расположен в южной части Израильской прибрежной равнины. Южная граница города находится в 7 километрах от Сектора Газы. Ашкелон — самый западный из городов Израиля.
Город находится на плато из песчаника на высоте около 30-80 метров над уровнем моря.
Местность богата подземными водами, которые в середине XX века были расположены на глубине около 5 метров, что давало возможность выращивать сады, не требовавшие полива. Город является одним из самых зелёных в Израиле.
Ашкелон обладает тёплым средиземноморским климатом с солнечным, сухим и тёплым летом и мягкой зимой.
Дождей мало, бывают с ноября по март. За год выпадает 420 мм осадков, в году в среднем 33 дня с хотя бы 0,1 мм осадков.
Ашкелон испытывает влияние ветров, дующих с каменного плато пустыни Негев и с Иудейских гор; под их влиянием влажность воздуха в городе летом существенно ниже по сравнению с влажностью в других городах прибрежной равнины.

## История

### Древнейшая история
Постоянное поселение существовало на месте Ашкелона с эпохи Неолита.

### В Древнем мире
К 2000 до н. э. это был большой город, окружённый мощными стенами. Город был настолько велик (для своей эпохи), что позднее крестоносцы построили свою крепость на остатках его стен. Ход истории города определялся приморским положением и расположением на пересечении старинных торговых маршрутов.
- Во-первых, это Via Maris, приморский торговый маршрут, который вел из Египта и Африки в страну хеттов, а затем в Грецию и Рим.
- Во-вторых, из Ашкелона можно было свернуть на Via Regia, торговый путь, который вел из Египта в Вавилон и Парфянское царство.
- В-третьих, в районе Ашкелона выходила на побережье Средиземного моря дорога благовоний, которая вела в Южную Аравию.
- В-четвёртых, в районе Ашкелона выходила на побережье Средиземного моря сухопутная часть дороги специй, по которой караванами через Петру и Набатею шли товары далее через Эйлат или порты Йемена к Индийскому океану, через Бомбей в Индии на Острова Пряностей.

Именно эту связь с торговлей и отражает в названии города тот же семитский корень ש-ק-ל (Ш-К-Л), означающий меру, что и в слове шекель. По той же причине ни один завоеватель на протяжении бурной истории Ближнего Востока не мог миновать этот город.
Первое письменное упоминание об Ашкелоне (Asqalānu) встречается в текстах проклятий на осколках кувшинов XVIII-XIX веков до н. э., найденных в районе храма в Карнаке, Египет. Это был вид чёрной магии: имя врага писалось на глиняном изделии, которое затем разбивалось, чтобы нанести ущерб неугодному лицу.
Ашкелон был самым древним и самым крупным морским портом в Древнем Ханаане. Археологические раскопки, начатые в 1985 году во главе с Лоренсом Стаджером из Гарвардского университета, обнаружили приблизительно 16 метров культурных наслоений последовательно периодов Ханаанского, Филистимского, Финикийского, Эллинистического, Римского, Византийского, Исламского, и крестоносцев.
Сравнение находок из раскопок Авариса, столицы гиксосов, завоевавших Египет, и Ашкелона, даёт основания утверждать, что гиксосы были из Ашкелона.

#### Ханаанейский период
В период с 2000 по 1150 год до н. э. здесь жили ханаанеи.
В самых старых слоях раскопок — могилы жителей дофиникийского Ханаана. Город был первоначально построен на обнажениях слоёв песчаника и имел хорошее подземное водоснабжение. В период Средней Бронзы (2000—1550 гг. до н. э.) территория Ашкелона составляла почти 50 гектаров. Это был относительно большой город для тех времён, с 15 тыс. жителей, окружённый глиняными валами 2.4 км длиной. Сооружённый около 1550 года до н. э. вал имел высоту 15 метров с 40-градусным наклоном по внешней линии и толщину в основании 21 метр. Ашкелон процветал в течение бронзового века (2000—1550 до нашей эры). Наверху валы дополняла сырцовая стена с самыми древними в мире арочными воротами. Их остатки сохранились на высоту 3,6 метров, а ширина составляла около двух с половиной метров, что легко позволяло проехать колеснице. По бокам ворота охраняли две башни из сырцового кирпича, сохранившиеся на высоту около шести метров. Толщина стен была настолько велика, что кирпичные ворота бронзового века имели облицованный камнем и оштукатуренный подобный туннелю цилиндрический свод, чтобы поддерживать структуру стены. Это самый старый когда-либо найденный арочный свод в мире.
Валы бронзового века были настолько просторны, что более поздние римские и исламские укрепления, облицованные камнем, стояли на их основании, образуя обширный полукруг, защищавший Ашкелон с суши. Со стороны моря город был защищён высоким естественным обрывом.

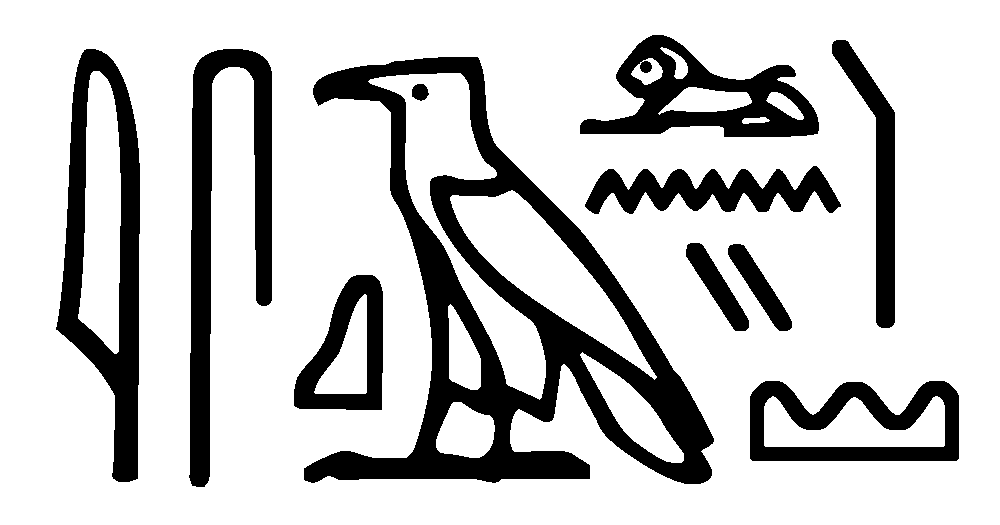
Ашкелон, упомянутый на стеле Мернептаха. Читается: Искелуни

Первым из египетских военачальников, вторгшимся в Ханаан с карательной экспедицией против гиксосов, был Яхмос I, после трёхлетней осады разрушивший до основания город Шарухен поблизости. Позднее следующая завоевательная экспедиция Яхмоса достигла финикийского города Кедема около Библа (Гебала). Хотя походы носили не столько завоевательный, сколько карательный характер, но каких-либо зверствах в отношении жителей Ашкелона надписи его времени не сообщают, но поскольку миновать города его армия не могла, возможно, Яхмос не смог взять город, или был достигнут компромисс.
В Амарнском архиве были найдены семь писем, датируемых началом XIV века до н. э., из переписки между Yidya, царем Ашкелона, и египетским фараоном; город упоминается и в других текстах того же времени.
На стеле Мернептаха (1213—1203 до н. э.) упоминается подавление восстания в городе Asqaluna.
Тут бывали Тутмос III Великий, Рамсес II Великий, Мернептах и др.

#### Филистимский период
С заселения побережья Ханаана филистимлянами в XII века до н. э. и до разрушения Навуходоносором II в 604 год до н. э. Ашекелон был филистимским городом, он входил в Филистимское Пятиградье. В библейских исторических текстах, описывающих борьбу евреев с филистимлянами, Ашкелон упоминается 11 раз.
Исследование, проведенное на останках жителей Ашкелона Бронзового и Железного веков, показало заметное добавление европейских маркеров в геноме местного населения в начале Железного века, однако эти маркеры не отмечаются у более позднего населения Железного века; у филистимлян отмечались гаплогруппы T1a1, T2c1c, H2c, H4a1c, H92, I1, JT и Y-хромосомные гаплогруппы J1-Z2331 (ранее BT, образец ASH008), R1b, L-M20.
После завоевания царем Ассирии Тиглатпаласаром в VIII веке до н. э., Ашкелон вошёл в сферу интересов Междуречья.

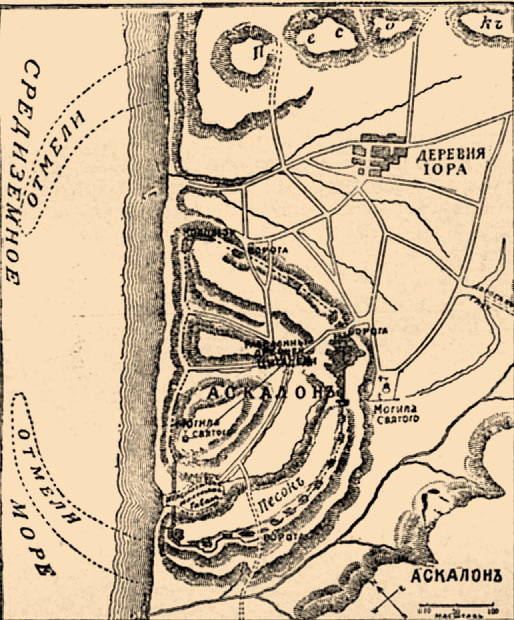
План древнего Аскалона

Воспользовавшись сменой власти в Междуречье, государства Сирии, Финикии и Палестины при поддержке Египта образовали союз против Ассирии, в котором участвовали и Ашкелон и иудейский царь Езекия (Хизкия). В 701 году до н. э. ассирийский царь Синаххериб организовал карательный поход. Многие из участников коалиции, (царь Библа (Гебала) Урумилки, царь Ашдода Метинти, царь Аммона Пудуэль, царь Моава Каммусунатби, царь Эдома Айяраму и др.) сочли за благо покориться и принести дань. Цидка, царь Ашкелона не пожелал склониться перед Синаххерибом и принести дань. В анналах Синнахериба (хранятся в британском музее) записано: «А Цидку, царя Аскалона, что не склонился под ярмо моё, богов дома отца его, его самого, его жену, сыновей, дочерей, братьев родичей я забрал и переселил в Ассирию. Шаррулудари, сына Рукибти, прежнего их царя, я поставил над народом Аскалона и принесение дани, союзнического дара моему величию, наложил на него, и он влачил ярмо моё.» Города Цидки: Азузу, Бейт Даган, Бней-Брак и Яффу Синнахериб передал царю Ашдода Метинти. Езекия откупился 900 килограммами золота и 24 тоннами серебра.
Тут бывали Псамметих I, Нехо II и др.
Около 620 года до н. э. город был разграблен скифами.
В июне 604 года до н. э. Навуходоносор II во главе вавилонской армии вторгся во владения ашкелонского царя Адона, который не покорился, а послал гонцов к фараону Нехо II с просьбой о помощи, но египтяне не пришли, и в декабре 604 года до н. э. вавилоняне взяли Ашкелон штурмом. Город был разграблен и разрушен до основания. Царь Адон, знать и уцелевшие граждане были угнаны в плен. Когда в мае 603 до н. э. Навуходоносор двинулся в Иудею, иудейский царь Иоаким, наученный горьким опытом Ашкелона, покорился и обещал платить дань, не дожидаясь осады Иерусалима.
Ашкелон был важным центром поклонения богине Атаргатис, легенды о которой связаны с этим городом.

#### Эллинистический период

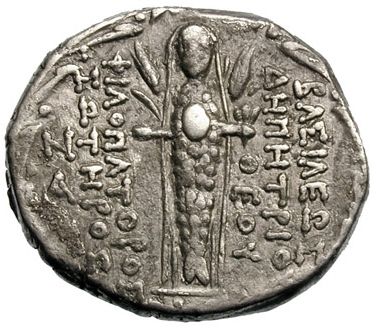
Серебряная монета Деметрия III с изображением ашкелонской богини Атаргатис

После разрушения Ашкелона Навуходоносором, город стоял в руинах 75 лет. Филистимляне не вернулись из вавилонского плена, и город был отстроен в 525 году до н. э. финикийцами, которых поселил здесь персидский царь Камбис, продолжавший политику своего отца, Кира и готовивший базу для вторжения в Египет.
Бывал тут и Александр Македонский.
Несмотря на значительное еврейское население, город был интернационален, и был заметным центром эллинистической культуры; здесь родился и получил образование философ Антиох из Аскалона. Город не поддержал восстание Маккавеев, оставался в составе Сирии, и вошёл в состав Иудеи только при царях Деметрии III Эвкере из династии Селевкидов и Александре Яннае из династии Хасмонеев. Для укрепления религии в городе шурин Александра и брат Саломеи, Симеон бен-Шетах, который был главой Синедриона, за один только день повесил восемьдесят женщин, обвинённых в занятиях оккультизмом, не утруждая себя особыми разбирательствами.
По одной из версий, Здесь родился Ирод I Великий, который и положил конец правлению династии Хасмонеев в Иудее.
Йосеф бен-Матитьягу (Иосиф Флавий) писал, что Ирод вёл в городе большое строительство. В 2021 году этому было найдено материальное подтверждение — археологи откопали базилику, разрушенную в 363 году н. э. Это самая большая базилика в Израиле — высота мраморных колонн составляет 13 метров. Также были обнаружены древний театр и статуи.

### Античность и Средние века
В начале первого тысячелетия, со 104 года Ашкелон пользовался автономией в составе сначала Римской Империи, а затем Византии, оставаясь процветающим городом со смешанным населением. В 614—616 годах в Ашкелоне были персы, когда шах Хосров II Парвиз воевал с Ираклием I. Поэтому в 640 году город был относительно бескровно завоёван арабами. Для местного населения это означало снижение налогового бремени, и они сами не сопротивлялись.

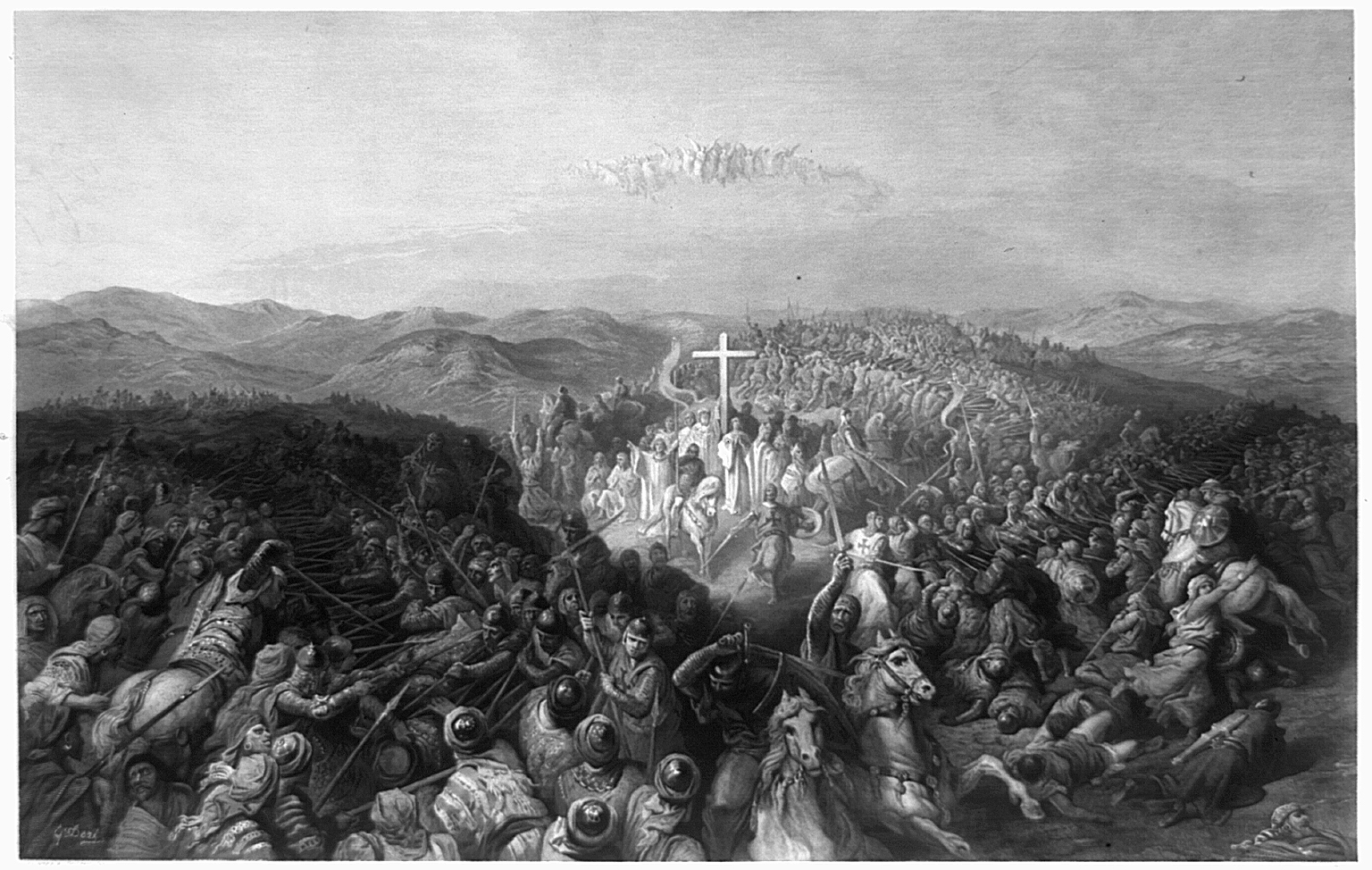
Гюстав Доре. Битва при Аскалоне в 1099 году.

В битве при Ашкелоне (1099), последней битве первого крестового похода, крестоносцы под командованием Готфрида Бульонского и Раймунда Тулузского разбили египтян, но, поскольку Раймунд с Готфридом не поделили Ашкелон, он остался в руках египтян.

Первое монгольское вторжение (1260) в Палестину

В битве при Ашкелоне (1153), по окончании второго крестового похода, крестоносцы под командованием Балдуина Иерусалимского взяли Ашкелон, население которого в то время составляло 12 000 — 15 000 человек, после семимесячной осады.
В 1187 году Салах ад-Дин, разбив крестоносцев, вновь вернул мусульманам город, но, отступая под натиском сил третьего крестового похода, приказал в 1191 году разрушить его, чтобы не давать врагу базу и морской порт на подступах к Египту.
В 1192 году Ричард Львиное Сердце отвоевал город и приказал немедленно его восстановить. При крестоносцах Ашкелон входил в графство Яффы и Аскалона.
В 1260 году передовые отряды монгольских войск Хулагу-хана заняли Ашкелон и Газу, а затем через Ашкелон прошла мусульманская армия Кутуза, разбившая монгольские войска.
В 1270 году Бейбарс окончательно разрушил Ашкелон и его порт, опасаясь, что крестоносцы, регулярно совершавшие нападения на завоеванный Кутузом город, сумеют вернуть его себе и воспользоваться портом или же это сделают монголы (см. Жёлтый крестовый поход) и используют его как базу для вторжения в Египет, как за XVIII веков до них это сделал Камбис.
Копье (в других вариантах легенды — меч) св. Георгия, которым он убил дракона, называлось (в средневековых балладах и легендах) Аскалон по названию города Ашкелон.

### Новое время
Рядом с развалинами древнего Ашкелона возникло арабское поселение Эль-Мадждаль. В 1517 году его захватил султан Селим. Известно, что в 1596 Эль-Мадждаль был шестым по размеру городом Палестины с населением 2795.
До Первой мировой войны Эль-Мадждалем владела Османская империя, кроме короткого периода в 1799, когда город захватывал Наполеон.

### Новейшее время
В декабре 1917 года, по итогам третьей битвы за Газу — сражения 1—2 ноября 1917 года во время Первой мировой войны; в частности, обходного манёвра через Беэр-Шеву, Мадждаль заняли британские войска. В результате послевоенного раздела бывших османских владений город оказался под британским управлением.
Согласно статистическим данным на весну 1945 года, население Мадждаля составляло 9910 человек: 90 христиан и 9820 мусульман.
В мае 1948 года, после начала Арабо-израильской войны, Мадждаль, который, согласно Плану ООН по разделу Палестины, должен был отойти арабскому государству, был занят египетскими войсками и стал их форпостом. На первом этапе боёв египтянам удалось отрезать Негев от основных еврейских населённых пунктов на побережье и продвинуться севернее Маджаля вплоть до Ашдода, но в октябре, в результате операции «Йоав» по прорыву блокады Негева, египтяне отступили, и 5 ноября город был занят Израилем. По соглашениям о перемирии (1949) был оставлен под контролем Израиля. Остававшиеся в городе жители (около 2600) были депортированы Израилем в Газу в сентябре 1950 года.

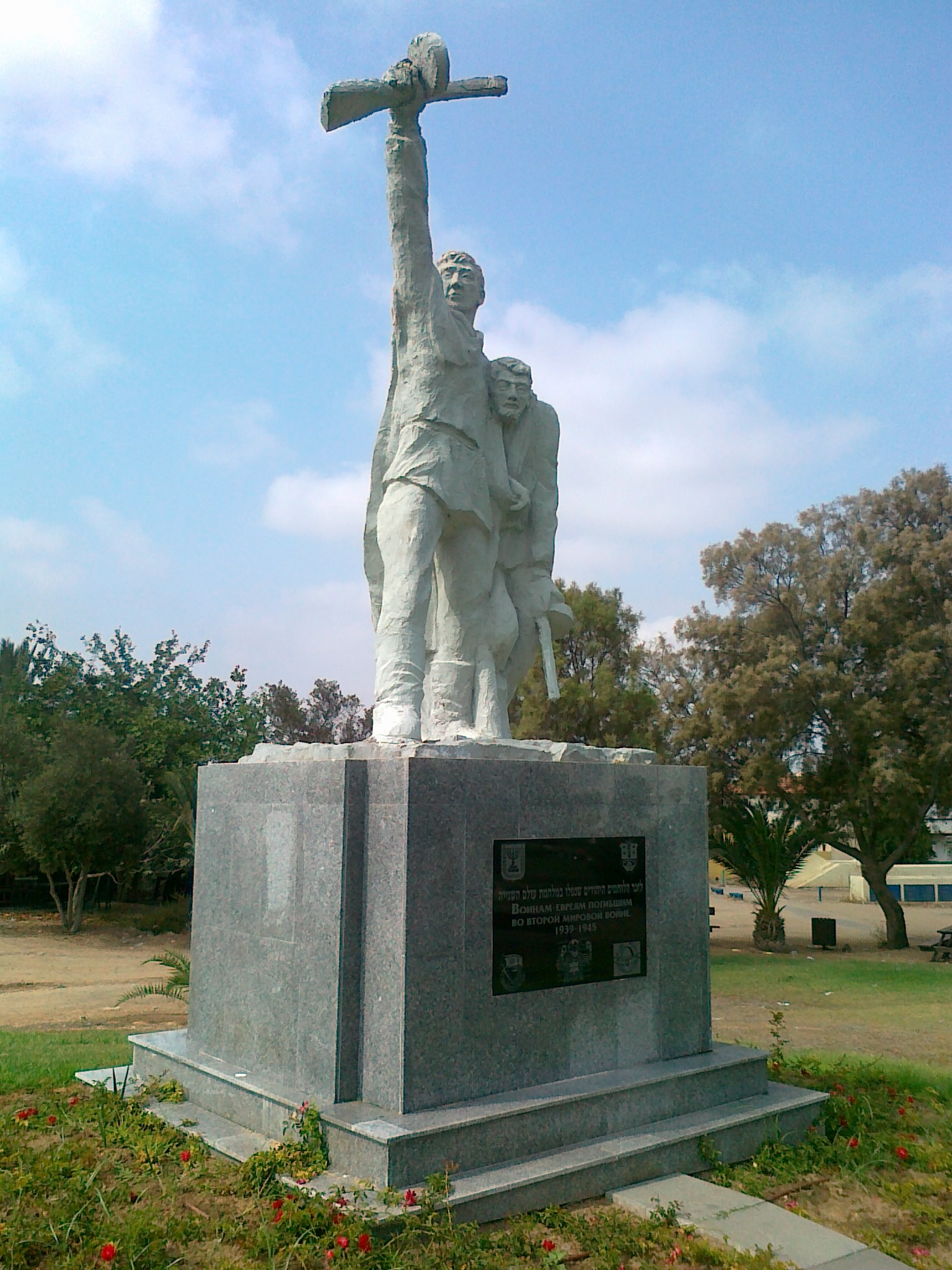
Памятник еврейским солдатам, погибшим во Второй мировой войне, Ашкелон

В марте 1949 года на месте Мадждаля был основан мошав Мигдаль-Гад, названный в память о древнем городе колена Иехуды, с 1951 года преобразованный в посёлок городского типа Мигдаль-Ашкелон. В 1955 году Мигдаль-Ашкелон и созданный в 1950 году посёлок Афридар были объединены в единый городской центр — Ашкелон; на тот момент в Ашкелоне проживали около 16 тыс. человек, в основном — еврейские беженцы из арабских стран и репатрианты из Южной Африки, Южной Америки и Великобритании.
После ухода израильской армии и эвакуации еврейских поселений из сектора Газа в августе 2005 года, радиус и интенсивность обстрелов населённых пунктов Израиля из сектора Газа значительно увеличилась, и с 2006 года и жителям города очень часто приходится после сигнала «воздушной тревоги» спускаться в бомбоубежища. В апреле 2011 года Армия обороны Израиля установила противоракетную систему «Железный купол», которая сбивает большинство ракет, летящих в черту города.
11 мая 2021 года ХАМАС и Исламский джихад запустили сотни ракет по Ашкелону и Ашдоду, в результате чего два человека погибли и более 90 получили ранения.

## Население
По данным Центрального статистического бюро Израиля, население на начало 2020 года составляло 144 073 человека.
Среднемесячная заработная плата работника в 2019 году составила 7644 шекеля (в среднем по стране: 9745 шекелей).

## Городские районы
Наиболее старые и бедные районы города — Шимшон и Гиват-Цион расположены в южной части города. Эти районы застраивались с начала 50-х годов прошлого века дешевыми домами для расселения репатриантов из разных стран (более всего — из Марокко и Ливии). Программа Министерства строительства по обеспечению социальным жильём малоимущих репатриантов носила название «Атикот» (древности). Чем севернее вдоль побережья моря, тем более состоятельная публика там проживает. Наиболее зажиточные районы города — Афридар, заселённый в значительной степени выходцами из Южной Африки и США, и Барнеа, где приобрели жилье многие состоятельные французские евреи. Всего в городе имеется 9 районов, в каждом из который избирается общественный совет. В районах «Кохав-А-Цафон» и «Неве Дкалим», находящихся в северо-восточной части города, проживает большое количество выходцев из стран СНГ.

### Парки города
В городе имеется много зелёных зон, скверов и детских игровых площадок. Крупнейший из них — Национальный парк (парк Леуми), расположенный на берегу Средиземного моря. Это одновременно и громадная зона отдыха ашкелонцев и гостей города, и природноисторический заповедник, в котором ведутся археологические раскопки. Один из новых и красивых скверов города, расположенный в месте компактного проживания выходцев из бывшего СССР, назван именем Юрия Штерна, русскоязычного депутата кнессета[значимость факта?].

## Экономика
В Ашкелоне работает крупнейший в мире завод по опреснению воды (330 тыс. м³/день), работающий на принципе обратного осмоса.
Здесь находится самая большая в Израиле электростанция, которая расположена на берегу моря, имеет свой причал вдали от берега, на который подвозят топливо (уголь). Загрязнение воздуха снижено до минимума благодаря трубам высотой более 200 метров, где большую часть года дует стабильный восточный ветер.
Хорошо развита сеть малых и средних бизнесов — магазинов, баров, ресторанов, мастерских, архитектурных и инженерных офисов и пр.

### Промышленность
В Ашкелоне есть две большие промышленные зоны, в которых работают около сотни средних предприятий, в том числе связанные с новейшими технологиями, и порядка 800 мелких.
Планируется[когда?] строительство нового индустриального парка, специально для предприятий высоких технологий.
Имеется пивзавод компании Carlsberg; расположенный в южных районах города, он был главной в городе целью ракетных обстрелов до операции «Литой свинец». В Ашкелоне также размещены производственные мощности второго по объёмам продукции производителя пива в Израиле компании Israel Beer Breweries.

### Туризм
Туристическая зона тянется на 12 км вдоль морского побережья. В Ашкелоне имеется 2 пляжа с лагунами. Здесь волнорезы были построены таким образом (под определённым углом к берегу), что волны постепенно намыли песчаные косы, которые и образуют три лагуны.
На набережной Ашкелона имеется марина на 600 стояночных мест. Непосредственно у кромки воды располагается несколько ресторанов, у марины находится детская школа парусного спорта.
В близости от марины вдоль береговой линии и пляжа с 2017 года строится (строительство продолжается на июль 2018 г.) современная зона отдыха с детскими игровыми снарядами и электронными игровыми инструментами для детей, прогулочными дорожками, треками с перепадом высот для велосипедов и скейта,  прогулочной зоной и многочисленными кафе и ресторанами, с решениями ландшафтного дизайна в европейском стиле. На лето 2018 года протяженность уже эксплуатируемого участка приблизительно 1,5 км.
Древний Ашкелон (городу более 4000 лет) частично погребён под прибрежными песками, частично представлен живописными развалинами. Большинство древних памятников города находится в Национальном парке. Здесь можно побродить среди развалин колоннад Ирода и древних синагог, по римской аллее с безголовой статуей Ники — богини победы, и по римскому амфитеатру, где сегодня любят выступать современные певцы из-за исключительной акустики. Площадка окружена стеной крестоносцев, а на морском берегу видны древние античные колонны. Недалеко отсюда в береговом откосе пляжа находится римская усыпальница — «гробница четырёх» членов богатой римской семьи. На стенах и сводах усыпальницы можно увидеть фрески, датируемые III веком нашей эры. На фресках изображены нимфы, юноши с гроздьями винограда в руках, различные животные и фрукты.
Рядом с «гробницей четырёх» — усыпальница, раскопанная в 1993 году, в другом районе Ашкелона, датируемая тем же периодом. Её интерьер также расписан фресками.
На территории города постоянно открываются артефакты культурного слоя, который расположен неглубоко. Так, 14 декабря 2011 года морской шторм подмыл берег недалеко от гостиницы «Холидей-Инн» и была обнаружена статуя Афродиты высотой 120 см, выполненная из белого мрамора. 26 января 2012 года при разборке ветхого строения обнаружена древняя мраморная колонна в идеальном состоянии.

## Транспорт

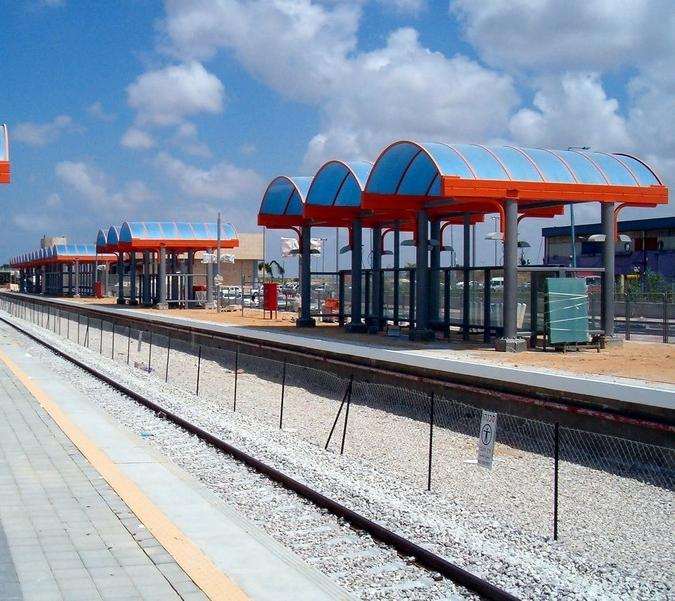
Железнодорожная станция Ашкелона.

Автобусы являются основным общественным видом транспорта в городе.
С другими городами Ашкелон связан автобусным сообщением и железной дорогой. Приморская линия проходит от Ашкелона через Тель-Авив до Нагарии. С 2015 года железная дорога связывает Ашкелон с Беэр-Шевой через Сдерот и Нетивот.

## Культура
Имеется Дворец культуры со зрительным залом на 950 мест, где проходят спектакли, концерты, выставки современного искусства. Есть теннисный центр с 17 кортами, Дворец спорта. В каждом из 10 микрорайонов есть свои общественно-культурные центры (матнасы), в них ведётся кружковая и клубная работа.

### Образование

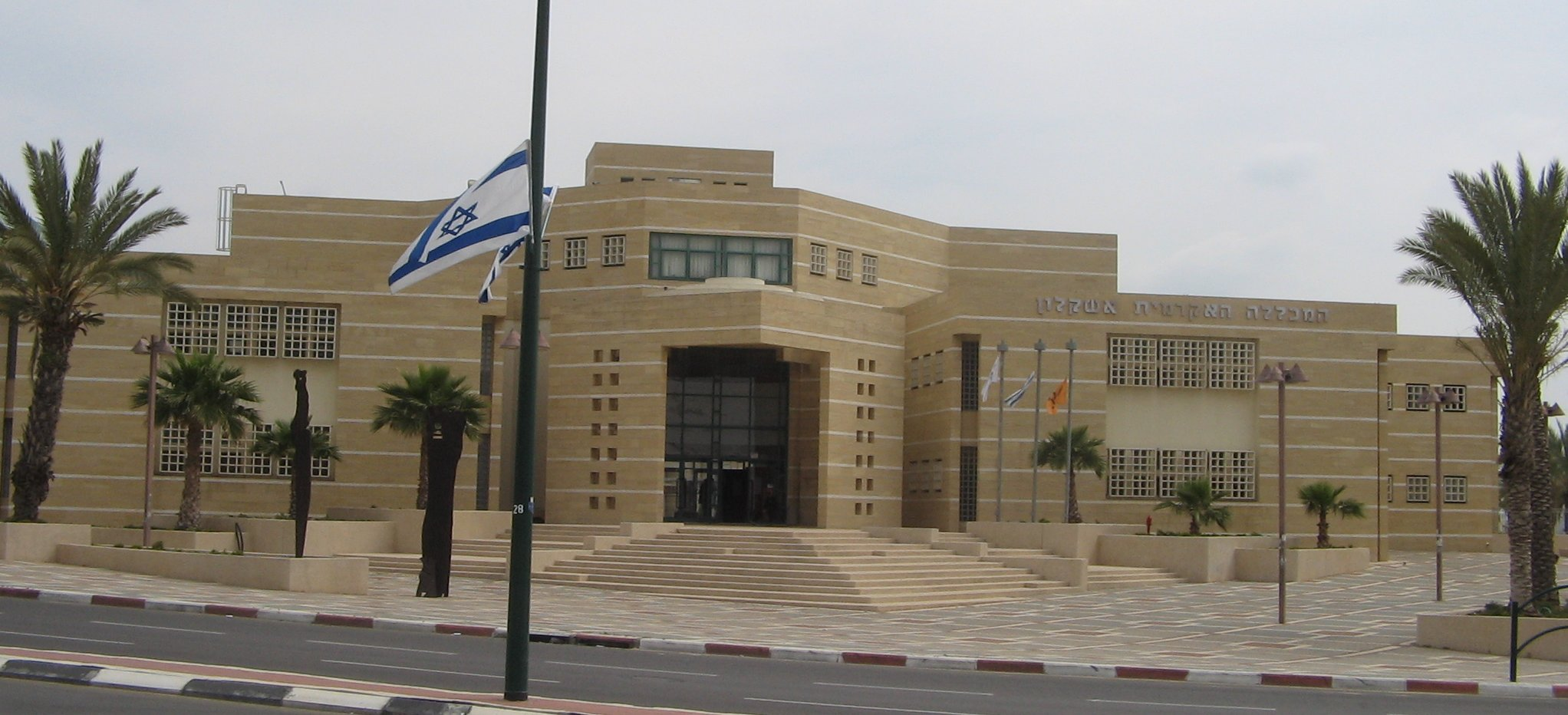
Ашкелонский академический колледж

В городе 19 начальных и 9 средних школ. Ашкелонский академический колледж открылся в 1998 году, как филиал Бар-Иланского университета, и стал независимым ВУЗом в 2000 году. Сейчас в нём учится 5 500 студентов. Дает звание бакалавра в областях экономики, финансов, педагогики и некоторых других. В ближайшее время[когда?] планируется открытие инженерного факультета.

## Фотогалерея

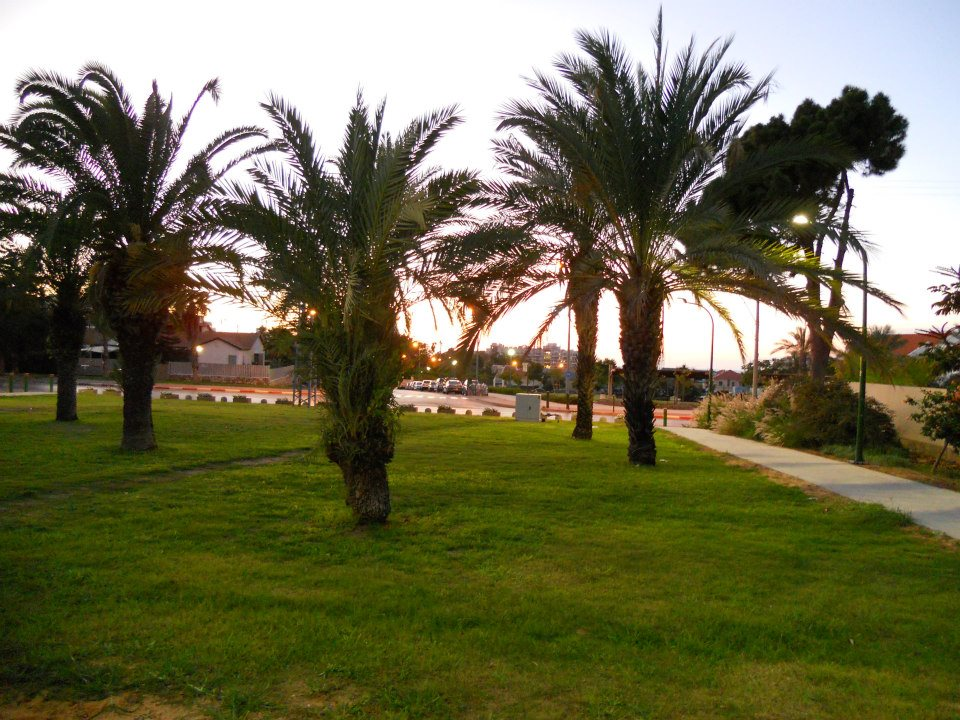
Парк Афридар, Ашкелон
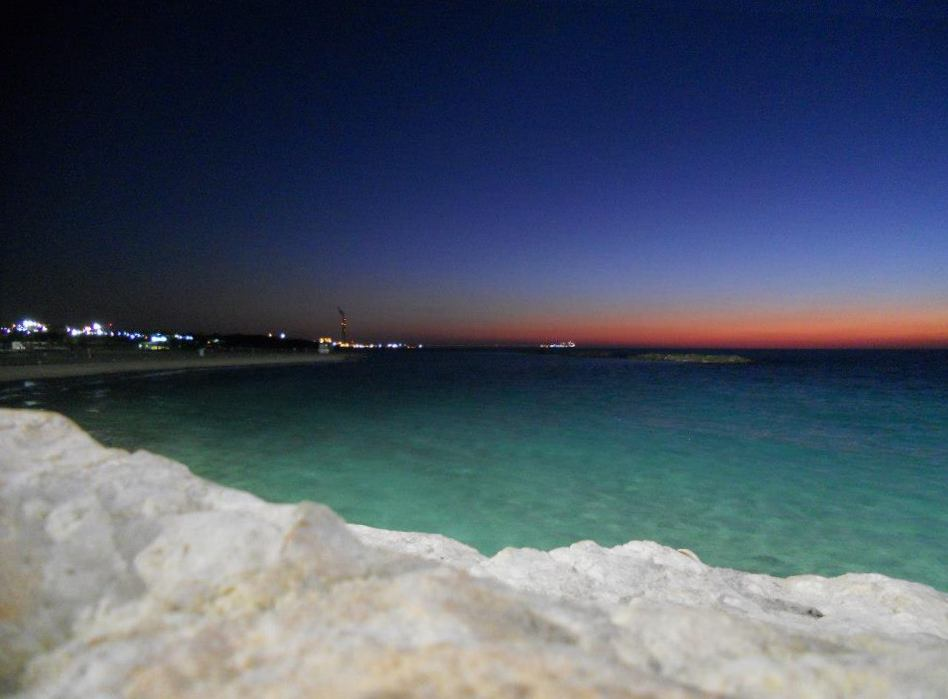
Ночной вид с Марины
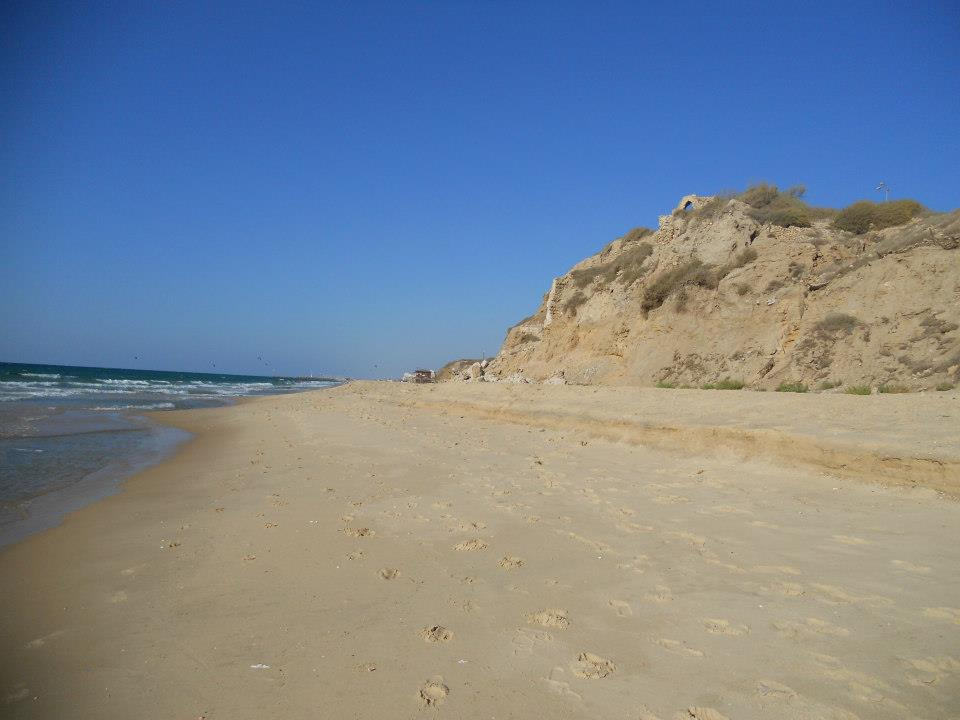
Пляж Ашкелона
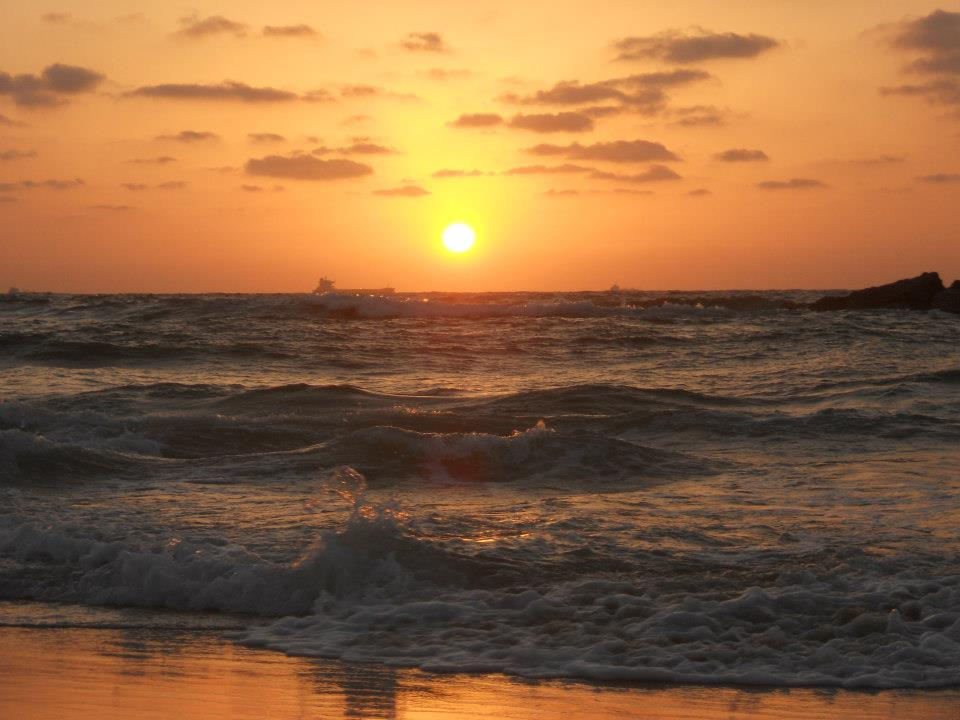
Средиземное море — вид со стороны города
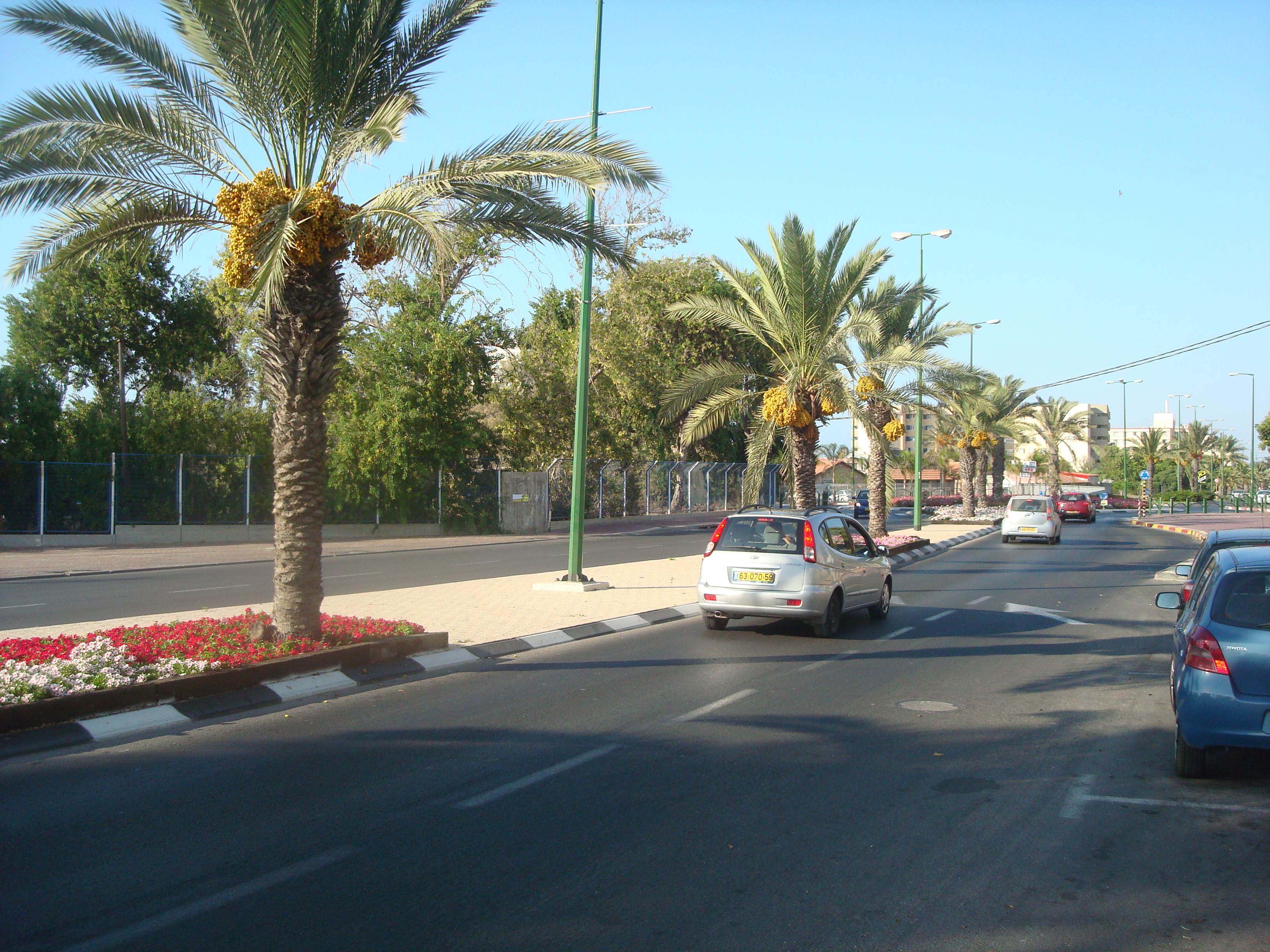
Улица Лётчиков
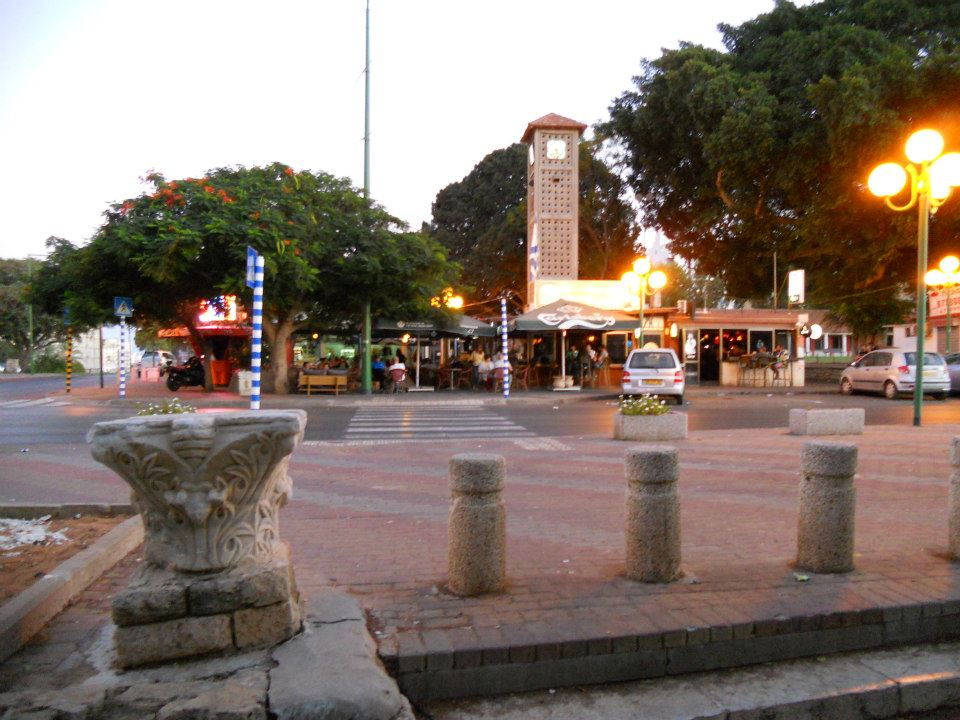
Вид с входа в парк Афридара
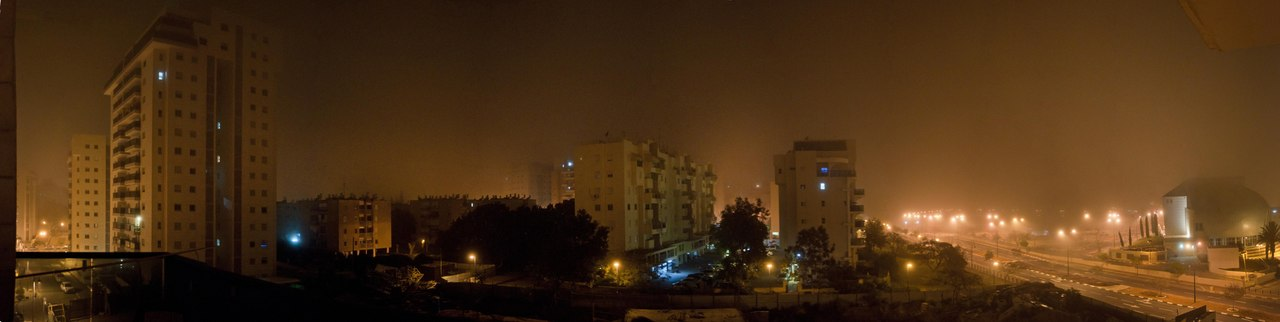
Вид на Ашкелон во время хамсина

## Мэры
- 1956—1965 Арье Тагер
- 1965—1972 Рехавья Адиви

## Города-побратимы
- Беларусь: Гродно[35]
- Канада: Кот-Сен-Люк (Квебек)
- Китай: Синян (Хэнань)
- Франция: Экс-ан-Прованс
- Грузия: Кутаиси
- Германия: Вайсензе (район Берлина)
- Польша: Сопот
- Уганда: Энтеббе
- США: Портленд (Орегон), Балтимор (Мэриленд)
- Украина: Умань
- Россия: Чехов (Московская область)
- Индия: Вадодара (Гуджарат)